# Clément Lefert
Clément Lefert (n. 26 septembrie 1987, Nisa, Franța) este un înotător francez, medaliat olimpic. A participat la 2 ediții ale Jocurilor Olimpice (2008, 2012) în care a câștigat o medalie de aur și o medalie de argint.